# Mathcad
Mathcad è un software principalmente sviluppato per il calcolo, la verifica e la documentazione di calcoli ingegneristici. Fu introdotto nel 1986 per DOS ed è stato il primo software ad introdurre la scrittura di formule matematiche con la risoluzione in tempo reale.